# Choroba Stargardta

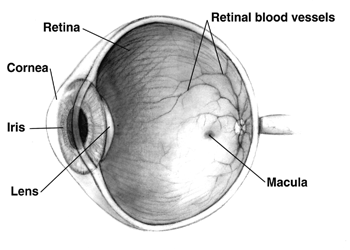
Budowa oka

Choroba Stargardta (ang. Stargardt’s disease, STGD) lub dno żółto-plamiste (łac. fundus flavimaculatus) – dwie formy jednej choroby genetycznej narządu wzroku, spowodowanej mutacją w genie ABCA4, rzadziej CNGB3 albo ELOVL4. Schorzenie dziedziczone jest w sposób autosomalny recesywny. Choroba ta jest najczęstszą młodzieńczą dystrofią plamki.
Chorobę jako pierwszy opisał berliński okulista Karl Stargardt w 1909 roku.